# Laguna Colorada, Jalisco
Laguna Colorada är en ort i Mexiko.   Den ligger i kommunen Acatic och delstaten Jalisco, i den centrala delen av landet, 400 km väster om huvudstaden Mexico City. Laguna Colorada ligger 1 824 meter över havet och antalet invånare är 154.
Terrängen runt Laguna Colorada är huvudsakligen platt, men norrut är den kuperad. Laguna Colorada ligger uppe på en höjd. Runt Laguna Colorada är det ganska tätbefolkat, med 86 invånare per kvadratkilometer. Närmaste större samhälle är Tepatitlán de Morelos, 9,5 km nordost om Laguna Colorada. I omgivningarna runt Laguna Colorada växer huvudsakligen savannskog.